# Bundeskanzleramt
Bundeskanzleramt eller blot Kansleramt (dansk: Forbundskansleriet) er navnet på den tyske kanslers officielle residens samt sekretariat. Bundeskanzleramt er samtidig navnet på bygningen, der ligger tæt ved Rigsdagsbygningen i landets hovedstad, Berlin.
Historien går tilbage til 1871, hvor Rigskancelliet (Reichskanzlei) med sæde i Reichskanzlerpalais i Wilhelmstraße, Berlin, blev etableret. I 1938-1939 blev Neue Reichskanzlei i Voßstraße bygget. Bygningen tog skade under 2. verdenskrig og blev senere revet ned af den sovjetiske besættelsesmagt. Efter krigen blev Bonn regeringsby og sæde for Vesttysklands parlament, og kansleren rykkede ind i Palais Schaumburg indtil den nye kansleribygning, der blev opført i modernistisk stil, stod færdig i 1976. Som led i den tyske regerings flytning til Berlin i 1999 flyttede Bundeskanzleramt også – i første omgang til DDR's tidligere regeringssæde Staatsratsgebäude. 
Den nuværende Bundeskanzleramt-bygning, der er placeret tæt ved Reichstag, blev indviet i foråret 2001 og er tegnet af Charlotte Frank og Axel Schultes. Den er udført i beton og glas i en postmodernistisk stil, dog med visse modernistiske elementer. Med sit areal på 12.000 m² er den en af verdens største regeringshovedkvarterer. Sammenlignet med Det Hvide Hus er Bundeskanzleramt otte gange så stor. Grundet Bundeskanzleramts runde vinduesarealer og kubistiske form, har den fået øgenavnet Waschmaschine (Vaskemaskinen).
Bundeskanzleramt ledes af en chef, der har rang af enten statssekretær (Staatssekretär) eller forbundsminister (Bundesminister). Chefens primære opgave er at assistere kansleren i koordinering af forbundsregeringens aktiviteter. Den nuværende chef for Bundeskanzleramt er Helge Braun.